# Великобритания на зимних Олимпийских играх 1948
Великобритания принимала участие в Зимних Олимпийских играх 1948 года в Санкт-Морице (Швейцария) в пятый раз, и завоевала две бронзовые медали. Сборную страны представляли 55 спортсменов.

## Медали
Бронза
- Скелетон, мужчины — Джон Краммонд.
- Фигурное катание, женщины — Жанетт Альтвегг.

## Состав сборной
Сборную страны представляли 55 спортсменов: 43 мужчины и 12 женщин. Они состязались в 6 видах спорта:
- бобслей
- горнолыжный спорт
- конькобежный спорт
- скелетон
- фигурное катание
- хоккей

Самой молодой спортсменкой в сборной была 15-летняя фигуристка Дженнифер Никс, самым старшим — 53-летний скелетонист Джеймс Стюарт Коутс.

### Горнолыжный спорт

Женская горнолыжная сборная Великобритании на зимних Олимпийских играх 1948 года в Санкт-Морице, Швейцария.

## Результаты

### Скелетон
Соревнования прошли на трассе «Креста Ран», где был разыгран один комплект наград. Великобританию в скелетоне представляли только мужчины. Джон Краммонд завоевал бронзовую медаль.
| Спортсмен           | 1 попытка | 1 попытка | 2 попытка | 2 попытка | 3 попытка | 3 попытка | 4 попытка | 4 попытка | 5 попытка | 5 попытка | 6 попытка | 6 попытка | Итог   | Итог  |
| Спортсмен           | Время     | Место     | Время     | Место     | Время     | Место     | Время     | Место     | Время     | Место     | Время     | Место     | Время  | Место |
| ------------------- | --------- | --------- | --------- | --------- | --------- | --------- | --------- | --------- | --------- | --------- | --------- | --------- | ------ | ----- |
| Томас Кларк         | 49.7      | 12        | 49.9      | 12        | 49.3      | 11        | 1:03.5    | 8         | 1:03.8    | 10        | 1:02.8    | 9         | 5:39.0 | 9     |
| Джеймс Стюарт Коутс | 48.8      | 8         | 48.7      | 7         | 49.0      | 9         | 1:02.3    | 7         | 1:01.7    | 7         | 1:01.4    | 6         | 5:31.9 | 7     |
| Ричарт Ботт         | 48.3      | 6         | 48.9      | 9         | 49.2      | 10        | 1:01.5    | 6         | 1:01.4    | 4         | 1:01.4    | 6         | 5:30.7 | 6     |
| Джон Краммонд       | 47.4      | 1         | 47.7      | 3         | 47.9      | 3         | 1:00.9    | 5         | 1:00.9    | 3         | 1:00.3    | 1         | 5:25.1 | 3     |

### Фигурное катание
Соревнования прошли со 2 по 7 февраля на Олимпийском Овале. Спортсмены соревновались в трёх дисциплинах: в мужском и женском одиночном катании и в парах.
Мужчины
| Спортсмен       | Обязательные фигуры | Произвольная программа | Баллы   | Сумма мест | Итоговое место |
| --------------- | ------------------- | ---------------------- | ------- | ---------- | -------------- |
| Генри Грэм Шарп | 6                   | 8                      | 167.044 | 67         | 7              |

Женщины
| Спортсменка           | Обязательные фигуры | Произвольная программа | Баллы   | Сумма мест | Итоговое место |
| --------------------- | ------------------- | ---------------------- | ------- | ---------- | -------------- |
| Мейди Джилл Худ-Линзи | 19                  | 18                     | 140.200 | 145        | 19             |
| Мэрион Тифи Дэвис     | 11                  | 12                     | 144.766 | 104        | 10             |
| Бриджет Ширли Адамс   | 5                   | 16                     | 148.644 | 69         | 7              |
| Жанетт Альтвегг       | 2                   | 6                      | 156.166 | 28         | 3              |

Пары
| Спортсмены                              | Баллы  | Сумма мест | Итоговое место |
| --------------------------------------- | ------ | ---------- | -------------- |
| Дженнифер Никс Джон Никс                | 9.700  | 98         | 8              |
| Уинифред Сильверторн Деннис Сильверторн | 10.572 | 53         | 5              |

### Хоккей
Хоккейный турнир проводился в Санкт-Морице с 30 января по 8 февраля по круговой системе, в нём приняли участие девять команд. Он стал по совместительству 15 чемпионатом мира по хоккею с шайбой 1948 года и 26 чемпионатом Европы по хоккею с шайбой 1948 года, а также шестым хоккейным турниром на Олимпийских играх. Великобритания заняла пятое место. 
| Место            | Место          | Место            | Страна         | Сыграно матчей | Победа | Ничья | Поражение | Шайбы  | Разн. | Очки  |
| Олимпийские игры | Чемпионат мира | Чемпионат Европы | Страна         | Сыграно матчей | Победа | Ничья | Поражение | Шайбы  | Разн. | Очки  |
| ---------------- | -------------- | ---------------- | -------------- | -------------- | ------ | ----- | --------- | ------ | ----- | ----- |
| 5                | 6              | 4                | Великобритания | 8              | 3      | 0     | 5         | 39:047 | −8    | 06:10 |